# HMS Snowdrop
Snowdrop – brytyjski slup typu Azalea, przeznaczony do trałowania.

## Kariera
"Snowdrop'" zbudowano w stoczni w McMillan, został zwodowany 7 października 1915 roku. Brał udział w I wojnie światowej. W 1918 ratował ocalałych z liniowca RMS "Carpathia", który został trafiony torpedą i zatopiony przez U-55. Również w tym roku holował amerykański niszczyciel USS "Cassin", który został uszkodzony przez U-61.
"Snowdrop" przetrwał wojnę i kontynuował służbę, aż do sprzedania na złom, 15 stycznia 1923 roku.